# Евдокимов, Александр Петрович
Александр Петрович Евдокимов (26 мая 1945, Ленинград) — советский артист балета. Заслуженный артист РСФСР (1981).
Родился в Ленинграде 26 мая 1945 года. Учился в Ленинградском хореографическом училище (класс Б. Шаврова).
В 1964—1987 годах танцевал на сцене Малого театра оперы и балета. Первый исполнитель партий Арамиса (Три мушкетера), Женьки (Старик Хоттабыч), Владимира (Ярославна), Франца (Коппелия), Меркуцио (Ромео и Джульетта), Григория (Царь Борис), Труффальдино (Слуга двух господ), Петра (Привал кавалерии), Пьеро (Арлекинада). Другие партии: Колен (Тщетная предосторожность), Иржик (Двенадцать месяцев), Ахмет (Корсар), Кавалер (Пахита), Солист (Концерт в белом), Щелкунчик (Щелкунчик), Петрушка (Петрушка), Рене (Фадетта), Второй солист (Классическая симфония), Антоний (Франческа да Римини), Солист (Моцартиана), Собака (Доктор Айболит), Дружко (Сольвейг), па-де-труа (Лебединое озеро), классическая двойка (Круг ада).
Преподаватель петербургского Театра детского балета.
Отец солиста Большого театра Андрея Евдокимова.